# Stefano Marcucci (calciatore)
Stefano Marcucci (Gualdo Tadino, 2 gennaio 1946) è un allenatore di calcio ed ex calciatore italiano, di ruolo difensore.
Allenatosi nella Primavera del Milan, ha militato in squadre italiane come Lecce e Perugia, decidendo di rifiutare offerte provenienti da altri paesi come quella del Toronto. Principalmente terzino, poteva spostarsi come centrale difensivo o esterno di centrocampo. Il suo trofeo più importante fu il mondiale militare.

## Carriera

Provino del 1963 a Gualdo Tadino con Nils Liedholm: Marcucci è in piedi, terzo da sinistra.

Inizia nella squadra del suo paese, il Gualdo. Nel 1963 in un provino a Gualdo Tadino viene notato da Nils Liedholm che lo porta nelle giovanili del Milan insieme a Ennio Petrini.
La carriera da professionista prosegue con le maglie di Lecce, Perugia (4 campionati in Serie B per 82 presenze fra i cadetti), Del Duca Ascoli (con cui vince il campionato di Serie C 1971-1972) e Nocerina e Orvietana.
Ha inoltre avuto una breve esperienza da allenatore nella sua città natale.

## Palmarès

### Club

#### Competizioni nazionali
- Serie C: 1

Ascoli: 1971-1972